# Представництво МЗС України в Одесі

Представництво Міністерства закордонних справ України в Одесі (з 1992) — у межах своєї компетенції та консульського округу Одеси Представництво співпрацює з іноземними дипломатичними та консульськими установами з метою розвитку дружніх відносин України з іноземними державами, розширення економічних, науково-технічних, гуманітарних, культурних, спортивних зв'язків і туризму, сприяє іноземним консульським установам у виконанні ними функцій захисту прав та законних інтересів іноземних громадян, здійснення інспекцій щодо суден, літаків та їх екіпажів, здійснення інших функцій. Представництво взаємодіє з органами державного управління України в межах консульського округу, а також із підрозділами МЗС та закордонними консульськими установами в межах, визначених Консульським статутом, Положенням про МЗС України та Положенням про Представництво МЗС України. У своїй роботі Представництво керується Віденською конвенцією про консульські зносини 1963 року, Консульським статутом України, чинними міжнародними договорами, чинним законодавством України, наказами, інструкціями МЗС України, Положенням про МЗС України та Положенням про Представництво МЗС України.

## Представництво Міністерства закордонних справ України в Одесі
- вул. Відрадна, 3, м. Одеса, 65012
- https://www.facebook.com/MFA.in.Odesa

## Представники МЗС України в Одесі
- Шевченко Василій Зиновійович (1992-1998)
- Одарюк Геннадій Михайлович (1998), т.в.о.
- Маслак Геннадій Григорович (1998-2003)
- Вербицький Юрій Станіславович (2003-2007)
- Ржепішевський Костянтин Іванович (2007- 2018)
- Орлов Сергій Валентинович, (2018-2023)

## Іноземні місії в окрузі Представництва
| Країна            | Установа                                                                     | Адреса                                          |
| ----------------- | ---------------------------------------------------------------------------- | ----------------------------------------------- |
| Болгарія          | Генеральне консульство Республіки Болгарія                                   | вул. Посмітного, 9, м. Одеса, 65062             |
| Вірменія          | Генеральне консульство Республіки Вірменія                                   | вул.Льва Толстого, 30, м. Одеса, 65000          |
| Греція            | Генеральне консульство Грецької Республіки                                   | вул. Сабанеєв Міст, 5/7, м. Одеса, 65082        |
| Грузія            | Генеральне консульство Грузії                                                | вул. Маріїнська, 4, м. Одеса, 65020             |
| КНР               | Генеральне консульство Китайської Народної Республіки                        | пров. Нахімова, 2, м. Одеса, 65020              |
| Молдова           | Генеральне консульство Республіки Молдова                                    | вул. Посмітного, 2/2Б, м. Одеса, 65062          |
| Польща            | Генеральне консульство Республіки Польща                                     | вул. Успенська 2/1, м. Одеса, 65014             |
| Росія             | Генеральне консульство Російської Федерації                                  | Гагарінське плато, 14, м. Одеса, 65009          |
| Румунія           | Генеральне консульство Румунії                                               | вул. Базарна, 31, м. Одеса, 65011               |
| Туреччина         | Генеральне консульство Турецької Республіки                                  | вул. Леонтовича, 5, м. Одеса, 65014             |
| Європейський Союз | Місія Європейського Союзу з прикордонної допомоги Молдові та Україні (EUBAM) | вул. Затишна 13, м. Одеса, 65012                |
| Ізраїль           | Ізраїльський культурний центр                                                | вул. Грецька, 17б, 4 пов., м. Одеса, 65026      |
| Австрія           | Почесне консульство Республіки Австрія                                       | вул. Грецька, 17, м. Одеса, 65026               |
| В'єтнам           | Почесне консульство Соціалістичної Республіки В'єтнам                        |                                                 |
| Німеччина         | Почесне консульство Федеративної Республіки Німеччина                        | вул. Ланжеронівська, 9, оф. 17, м. Одеса, 65026 |
| Казахстан         | Почесне консульство Республіки Казахстан                                     | вул. Раскидайлівська, 13, м. Одеса, 65020       |
| Кіпр              | Почесне консульство Республіки Кіпр                                          | Гагарінське плато, 7, м. Одеса, 65009           |
| Південна Корея    | Почесне консульство Республіки Корея                                         | Гагарінське плато, 7, м. Одеса, 65009           |
| Італія            | Почесне консульство Італійської Республіки                                   | вул. Пушкінська, 7, м. Одеса, 65026             |
| Латвія            | Почесне консульство Латвійської Республіки                                   | пл. Грецька 3/4, офіс 405, м. Одеса, 65026      |
| Литва             | Почесне консульство Литовської Республіки                                    | вул. Троїцька, 33а, м. Одеса, 65012             |
| Норвегія          | Почесне консульство Королівства Норвегія                                     | вул. Мечнікова, 2/1, м. Одеса, 65029            |
| Словаччина        | Почесне консульство Словацької Республіки                                    | Гагарінське плато 5/3, 1 поверх, м.Одеса, 65009 |
| Словенія          | Почесне консульство Республіки Словенія                                      | вул. Партизанська, 17, м. Одеса, 65098          |
| ПАР               | Почесне консульство Південно-Африканської Республіки                         | вул. Маразлієвська, 2, кв. 8, м. Одеса, 65014   |
| Франція           | Почесне консульство Французької Республіки                                   | вул. Мельницька, 13, м. Одеса, 65000            |

## Іноземні представництва в Одесі (історія)
| Країна            | Установа                                    | Період                          | Адреса                           |
| ----------------- | ------------------------------------------- | ------------------------------- | -------------------------------- |
| Іспанія           | Іспанське консульство в Одесі               | з 1802                          | м.Одеса                          |
| Австрія           | Австрійське консульство в Одесі             | 1804-1914, 1918                 | м.Одеса                          |
| Франція           | Французьке консульство в Одесі              | з 1804                          | м.Одеса                          |
| Англія            | Англійське генеральне консульство в Одесі   | з 1804                          | м.Одеса                          |
| Неаполь           | Неаполітанське консульство в Одесі          | з 1804                          | м.Одеса                          |
| Республіка Рагуза | Сицилійське генеральне консульство в Одесі  | з 1804                          | м.Одеса                          |
| Іонійські острови | Іонійське консульство в Одесі               | з 1804                          | м.Одеса                          |
| Сардинія          | Сардинійське генеральне консульство в Одесі | з 1836                          | м.Одеса                          |
| Баварія           | Баварське консульство в Одесі               | з 1836                          | м.Одеса                          |
| Пруссія           | Пруське консульство в Одесі                 | з 1836                          | м.Одеса                          |
| Греція            | Грецьке генеральне консульство в Одесі      | з 1836                          | м.Одеса                          |
| Нідерланди        | Нідерландське консульство в Одесі           | з 1836                          | м.Одеса                          |
| Швейцарія         | Швейцарське консульство в Одесі             | з 1836                          | м.Одеса                          |
| Норвегія          | Норвезьке консульство в Одесі               | з 1870                          | м.Одеса                          |
| Чилі              | Чилійське консульство в Одесі               | з 1877                          | м.Одеса                          |
| Перу              | Перуанське консульство в Одесі              | з 1877                          | м.Одеса                          |
| Румунія           | Румунське консульство в Одесі               | з 1883                          | м.Одеса                          |
| Німеччина         | Німецьке генеральне консульство в Одесі     | з 1892                          | м.Одеса                          |
| Сербія            | Сербське генеральне консульство в Одесі     | з 1892                          | м.Одеса                          |
| Бельгія           | Бельгійське генеральне консульство в Одесі  | з 1892                          | м.Одеса                          |
| Білорусь          | Генеральне консульство Республіки Білорусь  | закрито 4 січня 2018 року       | м. Одеса                         |
| Бразилія          | Бразильське генеральне консульство в Одесі  | з 1892                          | м.Одеса                          |
| Персія            | Перське генеральне консульство в Одесі      | з 1892                          | м.Одеса                          |
| Італія            | Італійське генеральне консульство в Одесі   | з 1892                          | м.Одеса                          |
| Швейцарія         | Швейцарське консульство в Одесі             | з 1892                          | м.Одеса                          |
| Данія             | Данське консульство в Одесі                 | з 1892                          | м.Одеса                          |
| Португалія        | Португальське консульство в Одесі           | з 1892                          | м.Одеса                          |
| Японія            | Японське консульство в Одесі                | з 1892                          | м.Одеса                          |
| Панама            | Панамське консульство в Одесі               | з 1907                          | м.Одеса                          |
| Болгарія          | Болгарське консульство в Одесі              | з 1909                          | м.Одеса                          |
| Аргентина         | Аргентинське консульство в Одесі            | з 1911                          | м.Одеса                          |
| Уругвай           | Уругвайське консульство в Одесі             | з 1915                          | м.Одеса                          |
| Туреччина         | Турецьке консульство в Одесі                | До 1918 року                    | м.Одеса, вул. Гоголя, 19         |
| Швеція            | Шведське консульство в Одесі                | З 183? до 1924 року             | м.Одеса                          |
| США               | Американське консульство в Одесі            | З 1830 до 1918 року             | м.Одеса, провул. Чайковського, 6 |
| Вірменія          | Вірменське консульство в Одесі              | З 01.08.1918 до 08.02.1920 року | м.Одеса                          |
| Грузія            | Грузинське консульство в Одесі              | 1918                            | м.Одеса                          |
| РСФРР             | Російське генеральне консульство в Одесі    | З 15.08.1918 до 24.10.1918 року | м.Одеса                          |
| НРБ               | Болгарське консульство в Одесі              | до 1991                         | м.Одеса                          |
| Індія             | Індійське консульство в Одесі               | до 1991                         | м.Одеса                          |
| Куба              | Кубинське консульство в Одесі               | до 1991                         | м.Одеса                          |